# Saíde ibne Taimur
Saíde ibne Taimur (Said bin Taimur; Mascate, 13 de agosto de 1910 - Londres, 19 de outubro de 1972) foi o décimo-terceiro sultão de Mascate e Omã, país que daria origem ao moderno Omã, de 10 de fevereiro de 1932 até sua deposição pelo filho Cabus ibne Saíde.
Ele era membro da dinastia Abuçaíde e, em 1932, tornou-se sultão de Mascate e Omã, sucedendo ao pai Taimur ibne Faiçal, que abdicara por motivos financeiros. 

## Educação
Frequentou um colégio em Ajmer, no Rajastão, Índia, de 1922 a 1927, onde aprendeu o inglês e o urdu. Após seu retorno a Mascate, foi sugerido que fosse a Beirute para aprofundar sua educação, embora seu pai, o sultão Taimur ibne Faiçal, temesse que, enviando-o ao Líbano, ele pudesse ser influenciado pelo Cristianismo.
O pai de Said era fortemente contrário ao estudo do inglês e da assimilação da cultura ocidental. Quando Saíde era mais jovem, o pai encontrou em posse dele um livro primário de inglês, o qual mandou incinerar imediatamente. Então, ao invés de enviar Said ao Líbano, seu pai escolheu Bagdá para o filho estudar literatura árabe e história por um ano.

## Carreira política inicial
Após completar seus estudos em Bagdá, Saíde participou do governo omanense a partir de 1929, quando se tornou presidente do Conselho de Ministros. Na ocasião, a incapacidade do seu pai em governar o país ficava mais evidente, o que favoreceu a ascensão de um novo líder, contando este, com a simpatia dos britânicos. Em fevereiro de 1932, com 21 anos, Said foi coroado sultão, herdando um país pesadamente endividado, em especial com a Inglaterra e com a Índia. Paulatinamente, consolidou o poder, com a ajuda principalmente do Serviço Aéreo Especial britânico, tendo assim reconquistado influência no interior tribal do país, bem como reorganizou a economia, com o estrito controle do orçamento do Estado durante todo seu reinado.

## Reinado

### Posse
Ao ser empossado, Said herdou os resquícios do Sultanato de Mascate e Omã, que incluíam as províncias contiguas de Omã e Dofar, assim como o remanescente de um império ultramarino, a cidade de Gwadar. Mesmo assim, o país rico em petróleo mantinha duradouras alianças com o Reino Unido, datadas de 1798. 

### Assuntos estrangeiros
Uma vez que ele se tornou sultão, Said manteve relações amistosas com os Estados Unidos. Em 1938, o presidente Franklin Roosevelt convidou ele e seu pai a visitarem os Estados Unidos. O sultão pousou em São Francisco e iniciou uma viagem da Califórnia até Washington, D.C.. Durante a visita à Casa Branca, Roosevelt o presenteou com dois livros escritos por ele mesmo. Said também visitou a sede do FBI.
Durante a Segunda Guerra Mundial, o Sultão cooperou prontamente com os britânicos e diversas áreas de pouso foram construídas entre Salalá e Mascate. Esta ação permitiu que os canais de envio de suprimentos permanecessem abertos entre a Índia e os Aliados.

### Liderança política
No papel de sultão, a abundância do país em petróleo permitiu a Said modernizar seu país. Ele assegurou o reconhecimento britânica da independência omanense em 1951. Mesmo assim, ele encarou diversas ameaças da oposição interna, principalmente de líderes religiosos que se opunham às alianças do Omã com o mundo ocidental. A revolta foi reprimida com ajuda britânica, mas atraiu como consequência a animosidade da Arábia Saudita, que havia apoiado os insurgentes.
Em 1958, Said vendeu Gwadar ao Paquistão por um milhão de dólares, além de devolver à Inglaterra as Ilhas Curia Muria.
Com o passar do tempo, o sultão se distanciou mais da população. Em 1965, após fazer concessões de extração petrolífera com o Iraque, Irã e Grã-Bretanha, ele fez pouco para melhorar a vida de seu povo.
Ainda nesse ano, ele sofreu uma tentativa de assassinato. Isto marcaria o sultão, fazendo com que ele se tornasse cada vez mais autoritária na sua forma de governar. Ele passou a proibir o futebol, o uso de óculos de sol e a conversa pública com alguém por mais de 15 minutos. Ninguém estava livre da paranoia do monarca, nem mesmo o próprio filho, Cabus ibne Saíde. Ele estava mantido virtualmente em prisão domiciliar, no palácio real em Salalá.
Pouco antes de ser destronado em 1970, devido às suas políticas autoritárias, Oman possuía uma mortalidade infantil de 75%. Tracoma, doenças venéreas e desnutrição eram muito comuns. Havia somente três escolas, a taxa de alfabetização era de 5% e somente 10 quilômetros de estrada estavam pavimentados no país.

## Deposição
Cabus retornou de seus estudos no Reino Unido na Real Academia Militar de Sandhurst em 1964. Em julho de 1970, no palácio do Sultão em Salalá, Cabus executou um golpe bem-sucedido contra seu pai com a ajuda dos britânicos e de seu tio, tendo exilado seu pai para o Reino Unido. Said viveu os últimos dois anos da sua vida em Londres. Seus restos mortais foram inicialmente enterrados no Cemitério de Brookwood, mas posteriormente foram transladados e enterrados em um cemitério real em Mascate.